# Trnovec
Trnovec (deutsch Ternowetz, ungarisch Tövisfalva – bis 1907 Tövisfalu) ist eine Gemeinde im Westen der Slowakei mit 290 Einwohnern (Stand 31. Dezember 2024), die zum Okres Skalica, einem Kreis des Trnavský kraj, gehört und in der traditionellen Landschaft Záhorie liegt.

## Geographie
Die Gemeinde befindet sich am Nordrand des Hügellands Chvojnická pahorkatina am linken Ufer der Chvojnica, kurz vor dem Tal der March. Das Ortszentrum liegt auf einer Höhe von 180 m n.m. und ist drei Kilometer von Holíč sowie acht Kilometer von Skalica entfernt.
Nachbargemeinden sind Prietržka im Nordosten, Popudinské Močidľany im Osten und Südosten sowie Holíč im Süden und Westen.

## Geschichte

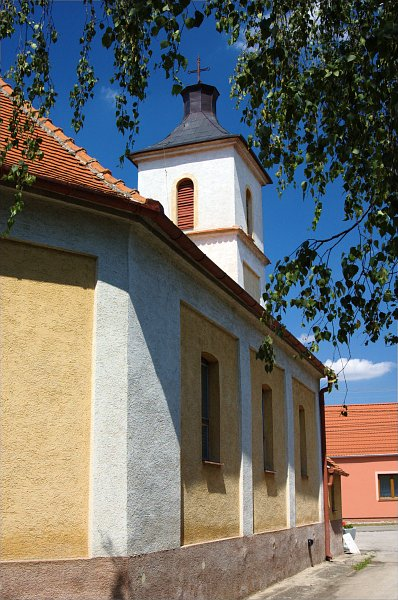
Kirche in Trnovec

Archäologischen Untersuchungen zufolge war das heutige Gemeindegebiet im 8. und 9. Jahrhundert von den Slawen besiedelt. Der heutige Ort wurde zum ersten Mal 1548 als Thernowawes schriftlich erwähnt, als sich Kroaten im Ort niederließen. 1736 kam Trnovec, wie andere Orte im Herrschaftsgut von Holitsch, zum Besitz von Franz Stephan von Lothringen. Haupteinnahmequelle war und ist Landwirtschaft, daneben arbeitete in Trnovec eine Ziegelei, deren Produkte auch im Bau des Schlosses Holíč verwendet wurden.
Bis 1918 gehörte der im Komitat Neutra liegende Ort zum Königreich Ungarn und kam danach zur Tschechoslowakei beziehungsweise heute Slowakei.

## Bevölkerung
| Jahr                | 1994 | 2004    | 2014    | 2024    |
| ------------------- | ---- | ------- | ------- | ------- |
| Anzahl der Personen | 331  | 316     | 315     | 290     |
| Unterschied         |      | −4,53 % | −0,31 % | −7,93 % |

| Jahr                | 2023 | 2024 |
| ------------------- | ---- | ---- |
| Anzahl der Personen | 290  | 290  |
| Unterschied         |      | +0 % |

Nach der Volkszählung 2011 wohnten in Trnovec 317 Einwohner, davon 308 Slowaken und 1 Tscheche. 2 Einwohner gaben eine andere Ethnie an und 6 Einwohner machten keine Angabe zur Ethnie. 232 Einwohner bekannten sich zur römisch-katholischen Kirche, 55 Einwohner zur Evangelischen Kirche A. B., 5 Einwohner zur evangelisch-methodistischen Kirche und 3 Einwohner zur orthodoxen Kirche. 11 Einwohner waren konfessionslos und bei 11 Einwohnern wurde die Konfession nicht ermittelt.

## Bauwerke
- römisch-katholische Kirche Maria vom Rosenkranz aus dem Jahr 1871

## Verkehr
Die Straße 1. Ordnung 51 (Holíč–Senica) führt außerhalb des Ortes, mit Anbindungen an beiden Ortsausgängen.
Der nächste Bahnhof ist Holíč nad Moravou an der Bahnstrecke Devínska Nová Ves–Skalica na Slovensku in vier Kilometer Entfernung.